# Sinfonietta su temi russi
La Sinfonietta su temi russi in la minore, Op. 31 è una composizione per orchestra di Nikolaj Andreevič Rimskij-Korsakov.

## Storia della composizione
Nel 1879 Rimskij-Korsakov scrisse un Quartetto per archi su temi russi per il quartetto Davidov. Esso era suddiviso in quattro movimenti, ognuno dei quali aveva un titolo: Nel campo, Alla festa di nozze, Nel girotondo e Presso il chiostro. Quando venne eseguito dai dedicatari in forma privata, esso non soddisfece né gli esecutori né il compositore. Quest'ultimo però non abbondonò il pezzo e, orchestrandone i primi tre movimenti, ricavò la Sinfonietta su temi russi. L'ultimo movimento del quartetto invece diventò un brano per pianoforte a quattro mani intitolato In chiesa. La Sinfonietta è un'opera ricca di atmosfere liriche e di temi popolari; quello dell'Adagio centrale sarà in seguito utilizzato da Igor' Stravinskij nel suo balletto L'uccello di fuoco.